# Лоуренс, Пейдж
Пейдж Ло́уренс (англ. Paige Lawrence; род. 22 февраля 1990) — канадская фигуристка, выступавшая в парном катании. В паре с Руди Свигерсом становилась четырёхкратным бронзовым призёром чемпионата Канады (2011—2014), бронзовым призёром чемпионата четырёх континентов (2011) и участницей Олимпийских игр (2014).
По состоянию на октябрь 2012 года пара занимала десятое место в рейтинге Международного союза конькобежцев.

## Карьера
Пейдж родилась в городке Киплинг провинции Саскачеван. Стала третьим ребёнком из пяти в семье Линн и Джима Лоуренсов, проживавших на ранчо с тремястами лошадьми. Её отец — профессиональный наездник, владевший компанией по организации родео. Помимо скачек отец играл в хоккей, а мать занималась фигурным катанием.
В юности Пейдж участвовала в скачках вокруг бочек, которые являются одной из дисциплин родео. Обучалась в Университете Брандона по специальности кинезиология. После чего по профилю спортивной физиологии окончила Реджайнский университет и продолжила образование в Университете Калгари.
Лоуренс встала на коньки в четыре года. С 2005 года она выступала в паре с Руди Свигерсом. Дуэт имел нестандартную технику выполнения прыжков — в воздухе они вращались по часовой стрелке. На юниорском уровне они завоевали серебро чемпионата Канады 2008, а в следующем году заняли четвёртое место на чемпионате мира.
На второй год после выхода во взрослые Лоуренс и Свигерс стали бронзовыми призёрами Гран-при Канады и чемпионата четырёх континентов. Пара четыре сезона подряд (2011—2014) завоевывала бронзовые награды чемпионата Канады. В 2014 году они участвовали в Олимпийских играх и чемпионате мира.
Спустя полтора месяца после чемпионата мира фигуристы прекратили девятилетнее партнёрство. Свигерс продолжил выступать и на протяжении одного сезона катался с Хейли Белл. Лоуренс завершила соревновательную карьеру, начав работать performance-коучем. В 2018 году обручилась с профессиональным наездником Ричи Чемпионом.

## Программы
(Выступления с Руди Свигерсом)
| Сезон     | Короткая программа                             | Произвольная программа                                                                                    |
| --------- | ---------------------------------------------- | --- |
| 2013/2014 | - Olivier - I Put a Spell on You - Rudy’s Bock | «Оз: Великий и Ужасный» Дэнни Эльфман                                                                     |
| 2012/2013 | «Робин и Мэриан» Джон Барри                    | «Боевой конь» Джон Уильямс                                                                                |
| 2011/2012 | «Битлджус» Дэнни Эльфман                       | - «Д’Артаньян» Максим Родригес - «Человек в железной маске» Ник Гленни-Смит - «Новая Франция» Патрик Дойл |
| 2010/2011 | «Городские пижоны» Марк Шейман                 | «Ван Хельсинг» Алан Сильвестри                                                                            |
| 2009/2010 | «The Baton Bunny» Милт Франклин                | «Ван Хельсинг» Алан Сильвестри                                                                            |
| 2008/2009 | «Orange Blossom Sorbet» Joe Trio               | «Разрисованная вуаль» Александр Деспла                                                                    |

## Результаты
(Выступления с Руди Свигерсом)
| Соревнования                | 05/06         | 06/07         | 07/08         | 08/09         | 09/10         | 10/11         | 11/12         | 12/13         | 13/14         |
| Международные               | Международные | Международные | Международные | Международные | Международные | Международные | Международные | Международные | Международные |
| --------------------------- | ------------- | ------------- | ------------- | ------------- | ------------- | ------------- | ------------- | ------------- | ------------- |
| Олимпийские игры            |               |               |               |               |               |               |               |               | 14            |
| Чемпионат мира              |               |               |               |               |               |               |               |               | 12            |
| Четыре континента           |               |               |               |               |               | 3             | 7             | 6             |               |
| Гран-при Канады             |               |               |               |               |               | 3             | 8             | 4             | 4             |
| Гран-при Японии             |               |               |               |               | 7             |               |               |               | 6             |
| Гран-при России             |               |               |               |               |               | 5             |               | 4             |               |
| Nebelhorn Trophy            |               |               |               |               |               |               | 5             |               |               |
| U.S. Classic                |               |               |               |               |               |               |               | 2             | 5             |
| Международные среди юниоров |               |               |               |               |               |               |               |               |               |
| Чемпионат мира              |               |               |               | 4             |               |               |               |               |               |
| Гран-при Беларуси           |               |               |               | 8             |               |               |               |               |               |
| Гран-при Британии           |               |               |               | 5             |               |               |               |               |               |
| Гран-при Германии           |               |               | 4             |               |               |               |               |               |               |
| Национальные                |               |               |               |               |               |               |               |               |               |
| Чемпионат Канады            |               |               |               | 4             | 6             | 3             | 3             | 3             | 3             |
| ЧК среди юниоров            | 14            | 14            | 2             |               |               |               |               |               |               |